# Second Move Kills – 5 Jahre mit Jens Spahn
Second Move Kills – 5 Jahre mit Jens Spahn ist eine neunteilige Doku-Serie von Aljoscha Pause aus dem Jahr 2022.

## Hintergrund und Handlung
Der Dokumentarfilmer und Grimmepreisträger Aljoscha Pause begleitet den deutschen Politiker, Bundestagsabgeordneten und ehemaligen Bundesgesundheitsminister Jens Spahn ab 2017 über den Zeitraum von 5 Jahren als Staatssekretär, bei der Ernennung zum Minister, durch die Corona-Pandemie, hinter die Kulissen, in Krisensitzungen, bei Auslandsreisen oder in seinem Privatleben.
Neben Jens Spahn kommen u. a. auch Politiker wie Annalena Baerbock, Dietmar Bartsch, Gerhart Baum, Annegret Kramp-Karrenbauer, Kevin Kühnert, Armin Laschet, Karl Lauterbach, Christian Lindner, Friedrich Merz, Claudia Roth, Wolfgang Schäuble, Edmund Stoiber, die Journalisten Bettina Gaus, Eva Quadbeck, Robin Alexander, Markus Feldenkirchen, Hajo Schumacher sowie die Wissenschaftsjournalistin und Fernsehmoderatorin Mai Thi Nguyen-Kim als auch die Komiker Max Giermann und Oliver Welke zu Wort.
Die Ausstrahlung erfolgte ab dem 2. November 2022 auf RTL+.

## Entstehung
Über den Entstehungsprozess sagte Jens Spahn im Interview mit dem Magazin Galore: „Ich hatte keinen Einfluss auf das, was genau Herr Pause filmt und was er damit macht. Es war für mich ein wichtiges Prinzip, an keiner Stelle etwas noch mal zu drehen, weil ich möglicherweise komisch den Gang heruntergelaufen bin. Wenn Herr Pause mit seinem Team dabei war, dann mussten sie das alles direkt einfangen – und ich musste damit rechnen, dass sie das auch tun.“
Filmemacher Aljoscha Pause ergänzte dazu im gleichen Interview: „Die Arbeit war von Beginn an von einem gegenseitigen Vertrauen geprägt. Es gab auch keinen Vertrag, der Dinge ausgeklügelt geregelt hätte. Uns standen die Türen im Ministerium auch dann noch offen, als im Zuge der Pandemie sehr viele Türen verschlossen blieben. Im März 2020 waren wir als Beobachter im Gesundheitsministerium gefühlt im Auge des Sturms. Wir haben von einer gemeinsamen Basis profitiert, die bereits existierte, bevor es mit der Pandemie losging.“

## Auszeichnungen
Second Move Kills – 5 Jahre mit Jens Spahn wurde in der Kategorie „Beste Doku-Serie“ für den Deutschen Fernsehpreis 2023 nominiert.

## Kritik
Die Jury des Deutschen Fernsehpreises 2023 schreibt zur Nominierung in der Kategorie „Beste Doku-Serie“: „Filmemacher Aljoscha Pause hat sich vor allem mit hochwertigen Projekten zu Sportthemen einen Namen gemacht. Mit seiner Langzeit-Dokumentation über Jens Spahn gelingt ihm nun ein packendes, informatives Porträt einer politischen Persönlichkeit. Dabei ist allein schon der Umfang beeindruckend: Fast elf Stunden Spieldauer hat der dennoch kurzweilige Neunteiler, in dem neben Spahn rund 40 Weggefährt:innen zu Wort kommen.“
Cornelius Pollmer von der Süddeutschen Zeitung nennt die Serie „Ein in dieser Art einzigartiges Zeitdokument“. Sie sei auch deswegen von besonderem Wert, weil sie „nicht nur die Karriere ihres Protagonisten erzählt, sondern auch Bedingungen von Politik in einer hypermedialisierten Welt“. Eine Doku so großer Dauer sei „etwas für Genießer, etwas, das man wollen muss. Wenn man es aber will in dieser Weise, dann wird man vom großen Könner Aljoscha Pause doch sehr umfassend belohnt.“
Das RND Redaktionsnetzwerk Deutschland schreibt, dass die Doku-Serie einen „tiefen Einblick in das Politikgeschäft ermöglicht und zugleich ein vielschichtiges Porträt mit allen Höhenflügen, Abstürzen und Affären zeigt. Wer sich für Politik interessiert, wird die Reihe fasziniert verfolgen.“ Außerdem sei es „beeindruckend, dass Pause selbst in kniffligen Momenten etwa während der Corona-Krisengespräche dabei sein durfte. Diese Offenheit hat schon den besonderen Wert seiner Sportdokumentationen ausgemacht.“